# Karasburg
Karasburg es un pueblo situado en el distrito electoral de Karasburg de la Región de Karas en Namibia, a 700 km de Windhoek y a 110 km de la frontera con Sudáfrica en Ariamsvlei. 
Existe un aeropuerto, el Aeropuerto Karasburg (IATA:KAS).
- Datos: Q1003328
- Multimedia: Karasburg / Q1003328